# Albert Görland
Albert Görland, född 9 juli 1869 i Hamburg, död 18 februari 1952 i Dollerupholz, var en tysk filosof.
Görland var professor i Hamburg, nykantian och lärjunge till Hermann Cohen. Han skrev huvudsakligen religionsfilosofi med verk som Religionsphilosophie als Wissenschaft aus dem Systemgeiste des kritischen Idealismus (1922).

## Bibliografi

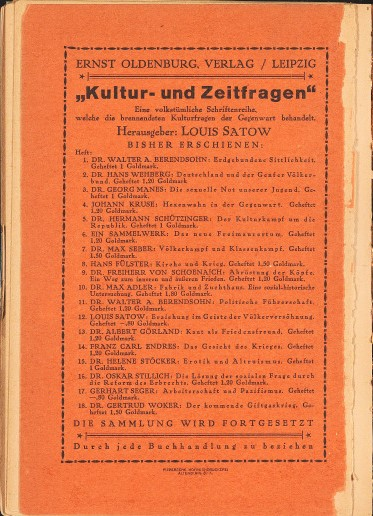
Kant als Friedensfreund.